# Avenida Larco (canción)
«Avenida Larco» es una canción del grupo peruano de rock progresivo Frágil, escrita por César Bustamante y Andrés Dulude. Forma parte del primer disco de la banda con el mismo nombre, lanzado en 1981. La canción se convirtió en un clásico del rock hecho en el Perú.

## Historia

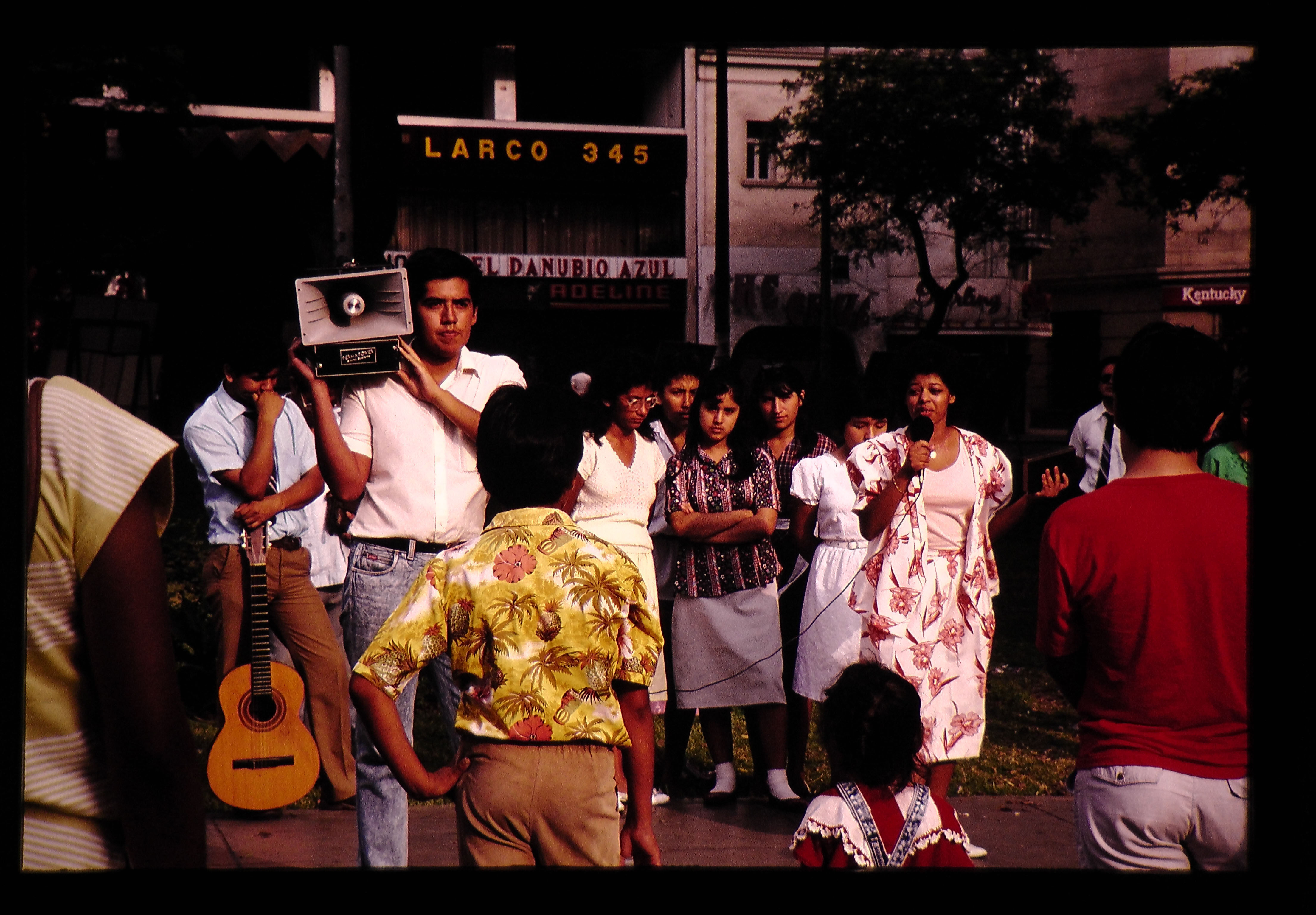
La Avenida Larco en 1988, década en la que está inspirada la canción.

Esta canción es considerada como un himno del grupo, ya que está inspirada en la avenida José Larco, ubicada en el distrito de Miraflores, en la capital peruana.

### Letra
La canción recrea la vida social de la década de los ochenta en el barrio limeño, y la vida nocturna que se concentra en dicha calle.

### Videoclip
En el año 1981, se realizó la grabación del videoclip de la canción, pues este sería considerado como el primer video musical grabado en el Perú.

## Apariciones en medios
- Av. Larco: el musical, inspirado en la canción homónima del grupo peruano,Frágil, basado en la violencia por el terrorismo en el Perú en los años 80, y en las canciones de rock peruano que se volvieron clásicos en la memoria colectiva del público peruano.[3]

- En el 2017, se estrenó Av. Larco: la película, basada en la canción homónima del grupo peruano Frágil y en el musical del mismo nombre.[4]